# Hood (banda)
Hood es una banda inglesa de indie rock de Leeds, formada en 1991. La banda está compuesta por los hermanos Chris y Richard Adams, y amigos como Craig Tattersall y Andrew Johnson de The Remote Viewer, y Nicola Hodgkinson de Empress.

## Historia
Los primeros lanzamientos de Hood fueron singles de vinilo muy limitados en varias pequeñas discográficas independientes.
En 1994, las discográficas Fluff y Slumberland Records lanzaron el primer álbum de Hood, Cabled Linear Traction. Slumberland también lanzó en 1996 Silent '88, y al año siguiente Happy Go Lucky Records lanzó Structured Disasters, una compilación de canciones de singles. Todos presentaron una gran cantidad de pistas cortas (muchas de menos de un minuto), una mezcla de indie rock, experimentos de ruido que recuerdan a Sonic Youth o Pavement, y un creciente interés en la electrónica.
En 1997, Domino Record firmó con Hood y lanzó el sencillo "Useless". Producido por Matt Elliott (más conocido como Third Eye Foundation), era una canción mucho más directa y melodiosa que cualquiera que hubieran lanzado hasta ahora. Elliott estuvo de gira con la banda y produjo los álbumes "Rustic Houses, Forlorn Valleys" y " The Cycle of Days and Seasons". Al igual que el sencillo, estos abandonaron las canciones cortas y los fragmentos instrumentales para piezas más largas, con un sonido pastoral similar a Bark Psychosis o Talk Talk. La banda continuó lanzando singles para otras marcas; "The Weight", para 555 Recordings, fue un regreso al estilo antiguo con ocho pistas en un disco de 7 ".
Colaborando con amigos Doseone y Why? del colectivo Anticon, Hood lanzó su quinto álbum,  Cold House en 2001. El trabajo combinó elementos de post-rock, IDM e Indie con los talentos líricos de los raperos Doseone y Why? y presentaron el sencillo "You Show No Emotion At All".
En 2003, la mayoría de los sencillos y canciones compiladas de los años posteriores a  Structured Disasters  se recopilaron en Singles Compiled (un doble CD) y Compilations 1995-2002. Ninguno de ellos contiene ninguno de los temas grabados para Domino, pero algunos materiales inéditos están incluidos en la colección de singles.
A principios de 2005, después de cambios adicionales en la alineación, Hood lanzó Outside Closer. Las canciones 'The Lost You' y 'The Negatives' se soltaron como singles.
Desde el lanzamiento de Outside Closer, Hood ha realizado una gira con Why? promocionando su álbum Elephant Eyelash y lanzó varios remixes: incluyendo 'The Negatives' con voces de británico MC Jehst. Chris también tiene un proyecto como solista llamado Bracken y en 2007 lanzó el álbum We Know About the Need en Anticon.
En 2007, Richard Adams formó un proyecto paralelo The Declining Winter, publicando un sencillo de 7 ", The Future Sound of Hip hop parts 1 & 2 , and an album Goodbye Minnesota.
En 2012,  Domino Records lanzó una compilación de seis discos box set llamada  Recollected  para celebrar el décimo aniversario del lanzamiento de Cold House.

## Discografía

### Álbumes de estudio
- Cabled Linear Traction (1994)
- Silent '88 (1996)
- Rustic Houses, Forlorn Valleys (1998)
- The Cycle of Days and Seasons (1999)
- Cold House (2001)
- Outside Closer (2005)

### Álbumes de compilación
- Structured Disasters (1997)
- Compilations 1995-2002 (2003)
- Singles Compiled (2003)
- Recollected (six CD box set) (2012)

### Sencillos
- "Sirens" (1992)
- "Opening into Enclosure" (1993)
- "57 White Bread" (1994)
- "Carmine" (split) (1995)
- "A Harbour of Thoughts" (1995)
- "Hem" (split) (1995)
- "Lee Faust's Million Piece Orchestra" (1995)
- "I've Forgotten How to Live" (1996)
- "Secrets Now Known to Others" (Earworm Records, 1996)
- "Useless"' (1997)
- "Filmed Initiative" (1998)
- "The Year of Occasional Lull" (1998)
- "(The) Weight" (1998)
- "Steward" (split) (2000)
- "Home is Where it Hurts" (2001)
- "Photographers" (2001)
- "You Show No Emotion at All" (2002)
- "Themselves" (split) (2004)
- "The Lost You" (2004)
- "The Negatives" (2005)